# Bruno Galas
Bruno Galas (Varignano di Arco, 6 novembre 1919 – Bardia, 3 gennaio 1941) è stato un militare italiano, insignito della medaglia d'oro al valor militare alla memoria nel corso della seconda guerra mondiale.

## Biografia
Nacque a Varignano di Arco, provincia di Trento, il 6 novembre 1919.
Meccanico specializzato, si arruolò volontario nel Regio Esercito il 15 dicembre 1938 nel 32º Reggimento fanteria carrista di stanza in Verona conseguendo la promozione a sergente nel febbraio 1939. Assegnato alla 1ª Compagnia del III Battaglione carri M13/40 mobilitato, partì per l'Africa Settentrionale Italiana nel settembre 1940. Rimasto ferito gravemente il 1 gennaio 1941 nei pressi di Bardia, decedette due giorni dopo presso l'ospedale da campo n. 454. Fu insignito della medaglia d'oro al valor militare alla memoria.

### Fonti
1. ↑  Gruppo Medaglie d'Oro al Valore Militare 1965, p. 522.
2. 1 2 3 4 5  Combattenti Liberazione.
3. ↑   Galas, Bruno, su quirinale.it, Presidenza della Repubblica Italiana. URL consultato il 19 luglio 2020.
4. ↑  Registrato alla Corte dei conti il 3 luglio 1947, Esercito registro 15, foglio 103.